# Allactaga vinogradovi
Allactaga vinogradovi је врста глодара из породице скочимиш (Dipodidae).

## Распрострањење
Ареал врсте је ограничен на мањи број држава. Врста је присутна у следећим државама: Казахстан, Киргистан, Узбекистан и Таџикистан.

## Станиште
Станишта врсте су планине, полупустиње и пустиње. 

## Начин живота
Исхрана врсте Allactaga vinogradovi укључује зелене биљке у раном стадијуму развоја, а касније семе и подземне делове биљака.

## Угроженост
Ова врста је на нижем степену опасности од изумирања, и сматра се скоро угроженим таксоном.